# Ceaulske, Nemîriv
Ceaulske (în ucraineană Чаульське) este un sat în comuna Kudlaii din raionul Nemîriv, regiunea Vinnița, Ucraina.

## Demografie
Componența lingvistică a localității Ceaulske
     Ucraineană (100%)
Conform recensământului din 2001, toată populația localității Ceaulske era vorbitoare de ucraineană (100%).